# 북미트로비차

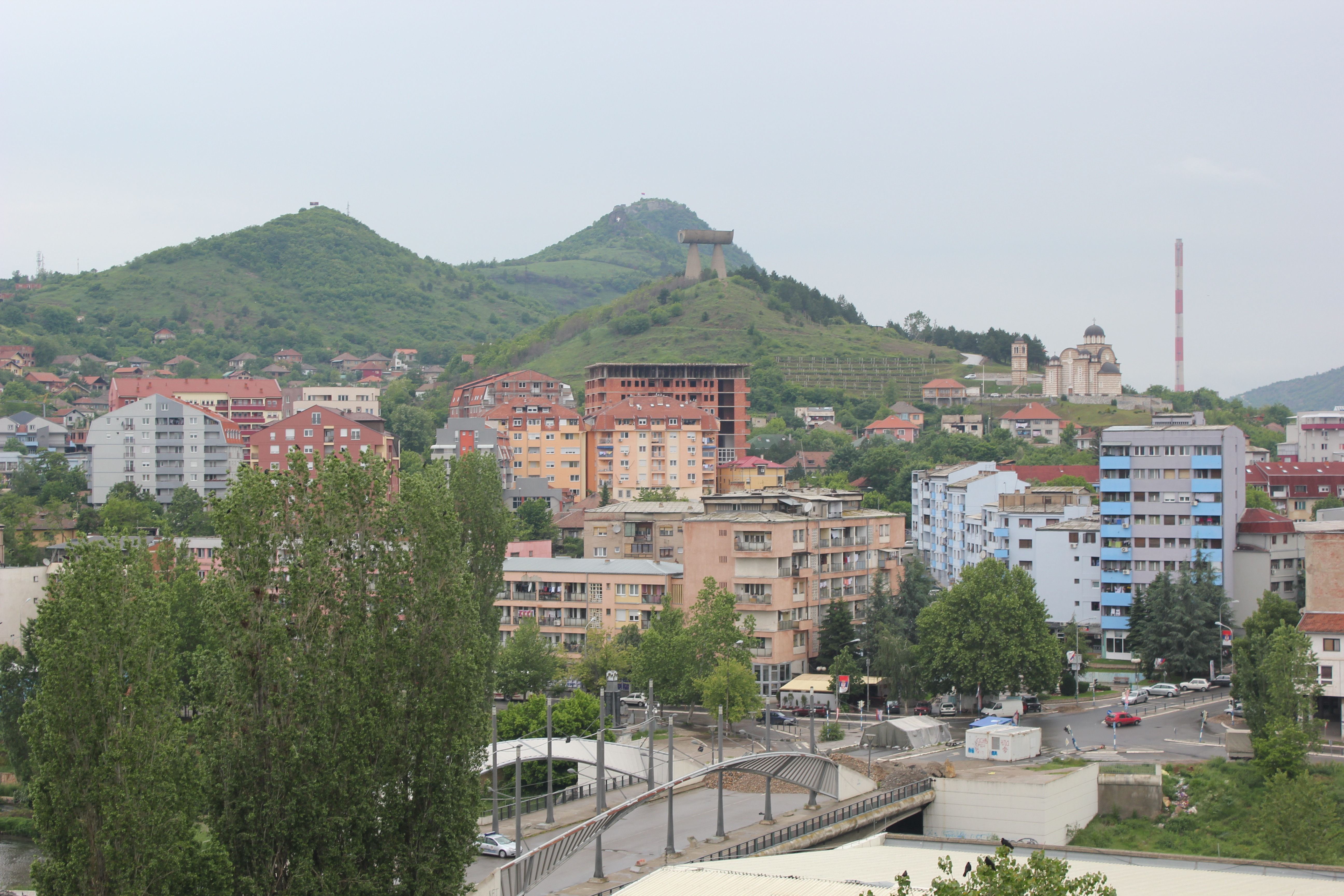

북미트로비차(영어: North Mitrovica) 또는 코소브스카 미트로비차 북부(영어: North Kosovska Mitrovica)는 미트로비차 (코소보)에서 분리된 도시이다. 북코소보의 행정적, 문화적, 경제 중심지이다. 코소보의 미트로비차구에 위치한 도시이자 자치체이다. 2015년 기준 인구는 29,460명이다. 면적은 11km2(4평방마일)이다.
북미트로비차는 세르비아계 민족이 대다수인 지역인 북코소보의 일부이다. 이 자치체는 북코소보 위기 이후 2013년에 설립되었으며, 이전에는 이바르강으로 나뉜 미트로비차 (코소보)시의 정착지였다.
2013년 브뤼셀 협정에 따라 이 지방자치단체는 세르비아 지방자치단체 공동체의 행정 중심지로 계획되었다.

## 같이 보기
- 미트로비차
- 미트로비차구

- 미트로비차 (코소보)

- 스렘스카미트로비차
- 프리슈티나 대학교